# James Waterston
James Smallwood Waterston (New York, 17 gennaio 1969) è un attore statunitense.
Figlio unico dell'attore Sam Waterston e della fotografa Barbara Rutledge Johns, i suoi genitori divorziarono quando lui aveva 6 anni.
È sposato dal 2000 con Line Lillevik e ha due figli.

## Filmografia parziale

### Cinema
- L'attimo fuggente (Dead Poets Society), regia di Peter Weir (1989)

### Televisione
- E.R. - Medici in prima linea (ER) - serie TV, episodio 9x03 (2002)
- Law & Order - Unità vittime speciali (Law & Order: Special Victims Unit) - serie TV, 2 episodi (2009-2017)
- Red Oaks - serie TV, 5 episodi (2015)
- Chicago Fire - serie TV, episodio 4x15 (2016)
- The Politician - serie TV, 2 episodi (2020)

## Doppiatori italiani
Nelle versioni in italiano delle opere in cui ha recitato, James Waterston è stato doppiato da:
- Riccardo Niseem Onorato ne L'attimo fuggente, The Good Wife
- Vittorio Guerrieri in Red Oaks, Chicago Fire
- Alessio Cigliano in Law & Order - Unità vittime speciali (ep. 9x03)
- Roberto Certomà in Law & Order - Unità vittime speciali (ep. 18x17)